# علف‌انبانی ساده
علف‌انبانی ساده (نام علمی: Utricularia simplex)، که معمولاً به نام کت‌های‌آبی شناخته می‌شود، یک گیاه گوشت‌خوار چندساله بسیار کوچک است که متعلق به سرده علف‌انبانی است. علف‌انبانی ساده بومی استرالیای‌غربی است. این گیاه به‌عنوان یک گیاه خاکزی در خاک‌ها در کوهستان ها یا باتلاق ها در ارتفاعات نزدیک به سطح دریا رشد می کند. این در ابتدا توسط رابرت براون در سال ۱۸۱۰ توصیف و منتشر شد.